# Procurador-Geral Sombra para Inglaterra e País de Gales
A Procuradoria-Geral Sombra para Inglaterra e País de Gales é um escritório político britânico mantido por um membro do Gabinete Sombra da Lealíssima Oposição de Sua Majestade . O dever do titular do cargo é fiscalizar as ações do Procurador-Geral para Inglaterra e País de Gales e desenvolver políticas alternativas.

## Titulares
| Nome              | Nome                | Nome | Início do mandato       | Fim do mandato         | Partido político | Gabinete sombra   |
| ----------------- | ------------------- | ---- | ----------------------- | ---------------------- | ---------------- | ----------------- |
|                   | Michael Havers      |      | 18 de fevereiro de 1975 | 4 de maio de 1979      | Conservatdor     | Margaret Thatcher |
|                   | Samuel Silkin       |      | 4 de maio de 1979       | 14 de julho de 1979    | Trabalhista      | James Callaghan   |
|                   | John Morris         |      | 14 de julho de 1979     | 24 de novembro de 1981 | Trabalhista      | James Callaghan   |
| Michael Foot      | John Morris         |      | 14 de julho de 1979     | 24 de novembro de 1981 | Trabalhista      |                   |
|                   | Peter Archer        |      | 24 de novembro de 1981  | 24 de novembro de 1982 | Trabalhista      |                   |
|                   | Arthur Davidson     |      | 24 de novembro de 1982  | 9 de junho de 1983     | Trabalhista      |                   |
|                   | John Morris         |      | 9 de junho de 1983      | 2 de maio de 1997      | Trabalhista      |                   |
| Neil Kinnock      | John Morris         |      | 9 de junho de 1983      | 2 de maio de 1997      | Trabalhista      |                   |
| John Smith        | John Morris         |      | 9 de junho de 1983      | 2 de maio de 1997      | Trabalhista      |                   |
| Margaret Beckett  | John Morris         |      | 9 de junho de 1983      | 2 de maio de 1997      | Trabalhista      |                   |
| Tony Blair        | John Morris         |      | 9 de junho de 1983      | 2 de maio de 1997      | Trabalhista      |                   |
|                   | Nicholas Lyell      |      | 2 de maio de 1997       | 19 de junho de 1997    | Conservador      | John Major        |
|                   | Edward Garnier      |      | 19 de junho de 1997     | 13 de setembro de 2001 | Conservador      | William Hague     |
| Iain Duncan Smith | Edward Garnier      |      | 19 de junho de 1997     | 13 de setembro de 2001 | Conservador      |                   |
|                   | Bill Cash           |      | 14 de setembro de 2001  | 6 de novembro de 2003  | Conservador      |                   |
|                   | Dominic Grieve      |      | 6 de novembro de 2003   | 8 de setembro de 2009  | Conservador      | Michael Howard    |
| David Cameron     | Dominic Grieve      |      | 6 de novembro de 2003   | 8 de setembro de 2009  | Conservador      |                   |
|                   | Edward Garnier      |      | 8 de setembro de 2009   | 11 de maio de 2010     | Conservador      |                   |
|                   | Patricia Scotland   |      | 11 de maio de 2010      | 7 de outubro de 2011   | Trabalhista      | Harriet Harman    |
| Ed Miliband       | Patricia Scotland   |      | 11 de maio de 2010      | 7 de outubro de 2011   | Trabalhista      |                   |
|                   | Emily Thornberry    |      | 7 de outubro de 2011    | 14 de setembro de 2015 | Trabalhista      |                   |
|                   | Willy Bach          |      | 3 de dezembro de 2014   | 14 de setembro de 2015 | Trabalhista      |                   |
| Harriet Harman    | Willy Bach          |      | 3 de dezembro de 2014   | 14 de setembro de 2015 | Trabalhista      |                   |
|                   | Catherine McKinnell |      | 14 de setembro de 2015  | 11 de janeiro de 2016  | Labour           | Jeremy Corbyn     |
|                   | Karl Turner         |      | 11 de janeiro de 2016   | 26 de junho de 2016    | Trabalhador      | Jeremy Corbyn     |
| Vago              | Vago                | Vago | 26 June 2016            | 6 de outubro de 2016   |                  | Jeremy Corbyn     |
|                   | Shami Chakrabarti   |      | 6 de outubro de 2016    | No cargo               | Trabalhista      | Jeremy Corbyn     |